# Marzio (nome)
Marzio  è un nome proprio di persona italiano maschile.

## Varianti
- Alterati: Marzino[1], Marsino[1]
- Femminili: Marzia[1][3][4]

### Varianti in altre lingue
- Latino: Marcius[1][2][5], Martius[1][4]
- Polacco: Marcjusz
- Portoghese: Márcio[2]
- Spagnolo: Marcio[2]
- Ungherese: Március

## Origine e diffusione
In questo nome sono confluiti due diversi nomi latini — peraltro strettamente imparentati — Martius e Marcius: il primo è un nome teoforico dello stesso stampo di Marco, Marziale, Martino e Martana, riferito cioè al dio romano Marte con il significato di "consacrato a Marte". Marcius invece era un cognomen romano, tipico della gens Marcia, formato come patronimico a partire da Marcus, quindi con il significato di "relativo a Marco", "appartenente a Marco", la stessa origine del nome Marciano.
Il nome venne portato da Anco Marzio, uno dei leggendari sette re di Roma. In Italia è attestato maggiormente al Centro-Nord, specie in Toscana; parte di questa diffusione può essere dovuta al successo della commedia di Goldoni La bottega del caffè, in cui appare un personaggio chiamato don Marzio.

## Onomastico
L'onomastico si può festeggiare in memoria di più santi, alle date seguenti:
- 13 aprile, san Marzio, eremita e poi abate presso Clermont, in Alvernia[6][7]
- 8 ottobre, beato Marzio da Pieve di Compresseto, terziario francescano, eremita in Umbria[6]
- 24 ottobre, san Marzio, eremita a Montecassino e poi sul Monte Massico[8]

## Persone

Márcio Santos

- Marzio Andreuzzi, vescovo cattolico italiano
- Marzio Banfi, pittore e scrittore svizzero
- Marzio Breda, giornalista italiano
- Marzio Bruseghin, ciclista su strada italiano
- Marzio da Pieve di Compresseto, religioso italiano
- Marzio Del Testa, batterista, percussionista e compositore italiano
- Marzio Ginetti, cardinale e vescovo cattolico italiano
- Marzio Honorato, attore italiano
- Marzio Innocenti, rugbista a 15, allenatore di rugby e dirigente sportivo italiano
- Marzio Lugnan, calciatore italiano
- Marzio Pieri, critico letterario italiano
- Marzio Strassoldo, politico ed economista italiano

### Variante Marcio
- Marcio Veloz Maggiolo, scrittore, archeologo e antropologo dominicano

### Variante Márcio
- Márcio Amoroso, calciatore brasiliano
- Márcio Azevedo, calciatore brasiliano
- Márcio Bittencourt, allenatore di calcio e calciatore brasiliano
- Márcio Brancher, giocatore di calcio a 5 brasiliano
- Márcio Forte, giocatore di calcio a 5 brasiliano naturalizzato italiano
- Márcio Mossoró, calciatore brasiliano
- Márcio Rezende de Freitas, arbitro di calcio brasiliano
- Márcio Rossini, allenatore di calcio e calciatore brasiliano
- Márcio Santos, calciatore brasiliano

## Il nome nelle arti
- Marzio è il nome italiano di Mamoru Chiba, personaggio della serie manga e anime Sailor Moon.
- Don Marzio è un personaggio della commedia di Carlo Goldoni La bottega del caffè.
- Marzio è un personaggio della serie Pokémon.